# Grooverider

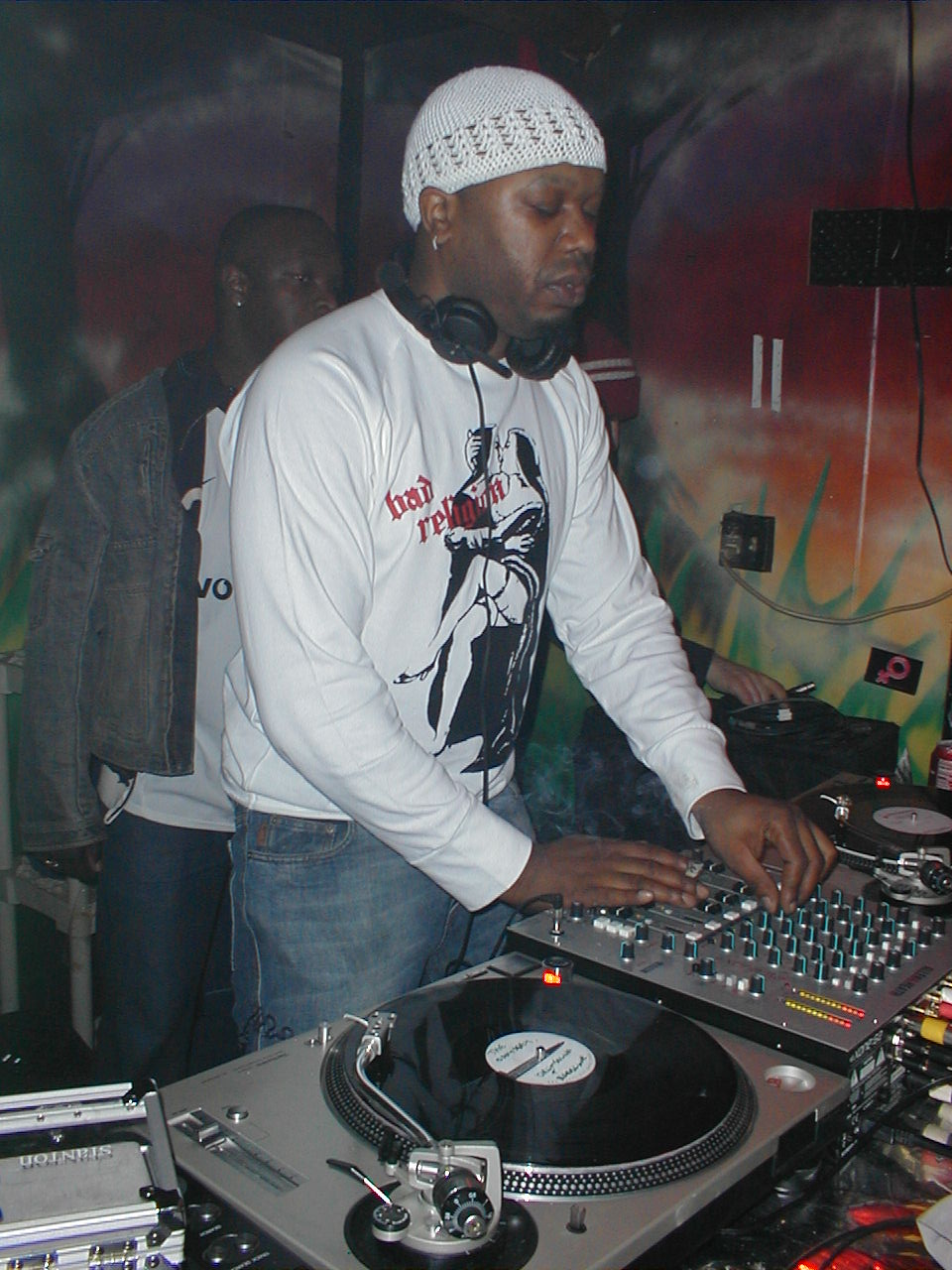
Grooverider in 2004

Grooverider is de artiestennaam van de Britse dj/producer Raymond Bingham (Londen, 16 april 1967). Hij is actief in de drum-and-bass-scene en heeft een lange ervaring bij diverse radiozenders en nam meerdere mixalbums op. Hij is onderdeel van het dj-duo Fabio & Grooverider, waarmee hij van 1998 tot 2012 een wekelijkse show had op BBC-radio. Als producer is hij minder productief. Hij produceerde een handvol singles en het album Mysteries Of Funk (1998).

## Biografie
Bingham werd als dj actief in de jaren tachtig. Aanvankelijk draaide hij disco en soul. Na het horen van een plaat van Larry Heard stapte hij echter over op dancemuziek. Tijdens de opkomst van de raves was hij actief als dj. Ook kwam hij geregeld op de piratenzender Phase One. Hij werkte sinds die tijd ook veel samen met Fabio (Fitzroy Heslop). Samen maakten ze in 1990 de plaat Rage, die een bewerking is van Cubik van 808 State. Met hem kreeg hij een residentie in club Mendoza in Brixton. In 1992 verscheen zijn eerste mixcompilatie Rave East Vol. 4.
Gedurende de jaren negentig stapte hij over naar de opkomende drum n bass. Onder namen als Inta Warriors en Codename John bracht op op diverse labels tracks uit. Hij richtte ook zelf het label Prototype recordings op. Hij bracht ook de twee mixalbums uit: Hardstep Selection Volume 1 (1994) en Hardstep Selection Volume 2 (1995). Samen met Micky Finn nam hij het mixalbum Kings of the jungle (1995) op. Verzameld werk van zijn label verscheen op The Prototype Years. Een remix van de track Piper van Jonny L zorgde voor bekendheid bij een groter publiek. In 1998 bracht hij zijn debuutalbum Mysteries Of Funk uit. Als leadsingle werd Rainbows Of Colour uitgebracht met zangeres Roya Arab. Ook het harde donkere Where's Jack The Ripper? groeide uit tot een populaire track. Vanaf 1998 kregen Fabio en Grooverider een wekelijkse show bij de BBC. De Fabio & Grooverider-show zou tot 2012 lopen. 
In november van 2007 kwam Bingham zwaar in de problemen toen hij op het vliegveld van Dubai werd opgepakt wegens drugsbezit. Naar eigen zeggen was hij een zakje cannabis uit zijn broekzak vergeten te halen. Hij werd vastgezet en in februari van 2007 veroordeeld tot vier jaar celstraf. Uiteindelijk kwam hij in september van 2008 weer vrij door een gratieregeling die jaarlijks tijdens de ramadan wordt uitgevoerd. In een interview aan de BBC sprak hij over deze periode en de omstandigheden die hij als erbarmelijk beschreef. 
Produceren deed Bingham vanaf 2000 nog maar sporadisch. Wel verschenen er nog diverse mixalbums. Daarvan werden er enkele met Fabio gemaakt. In 2007 nam hij ook een mix op met Andy C. In 2015 blies hij echter Codename John weer nieuw leven in met The Avenger EP.

## Discografie

### Albums
- Grooverider & Justin Robertson – Mixmag Live! Volume 2 (1992) (mixcompilatie)
- Rave East Vol. 4 (compilatie) (1992)
- Hardstep Selection Volume 1 (compilatie) (1995)
- Hardstep Selection Volume 2 (compilatie) (1995)
- Grooverider & Micky Finn -  Kings Of The Jungle (compilatie) (1995)
- The Prototype Years (compilatie) (1997)
- Mysteries Of Funk (1998)
- Grooverider – Pure Drum & Bass (compilatie) (2000)
- Grooverider – Essential Rewindz (compilatie) (2000)
- Fabriclive 06 (compilatie) (2002)
- Grooverider  – The Harder They Come (compilatie) (2002)
- Fabio & Grooverider – Drum & Bass Arena  (compilatie) (2004)
- Fabio & Grooverider - Drum + Bass Revolution (compilatie) (2004)
- Andy C & Grooverider - Drum&BassArena (2007)
- Fabio & Grooverider – Masterpiece: Created By Fabio & Grooverider (compilatie) (2010)

- Bibliothèque nationale de France: cb14015261w (data)
- Gemeinsame Normdatei: 13512154X
- International Standard Name Identifier: 0000 0001 1944 5550
- Library of Congress Control Number: no97065740
- MusicBrainz: 1b3295ef-f77f-40ba-a5c4-567db00cacdf
- Nationale Bibliotheek van Israël: 987007399215205171
- Virtual International Authority File: 37498554
- WorldCat: E39PBJgt6dphfv6WpHmqFDfpfq